# Xã North Salem, Quận Linn, Missouri
Xã North Salem (tiếng Anh: North Salem Township) là một xã thuộc quận Linn, tiểu bang Missouri, Hoa Kỳ. Năm 2010, dân số của xã này là 149 người.